# Hemelvaartsdag
Op Hemelvaartsdag of 's Heren Hemelvaart (Latijn: Ascensio Domini) wordt binnen het christendom herdacht dat Jezus Christus is opgevaren naar God, zijn Vader in de hemel, negenendertig dagen na zijn opstanding uit de dood. De viering is onderdeel van de paascyclus en daarin telt Hemelvaartsdag als de veertigste paasdag.

## De hemelvaart van Jezus
In de Bijbel wordt de hemelvaart van Jezus Christus maar kort beschreven. In het boek Handelingen van de Apostelen worden in het eerste hoofdstuk de laatste woorden van Jezus op aarde weergegeven. Hij vertelt zijn leerlingen dat de Heilige Geest hen zal helpen met het opbouwen van de kerk. Als laatste zegt Jezus dat deze Heilige Geest de leerlingen zal helpen met het vertellen van het evangelie tot aan de uiteinden van de wereld (Handelingen 1:4-8). In Handelingen 1:9 staat: 
Na deze woorden zagen ze dat Jezus werd omhooggeheven. Een wolk nam Jezus mee en die verdween uit hun gezicht.
Daarna krijgen de leerlingen van Jezus de belofte dat Jezus op dezelfde manier zal terugkeren (Handelingen 1:11).

## Feestdag

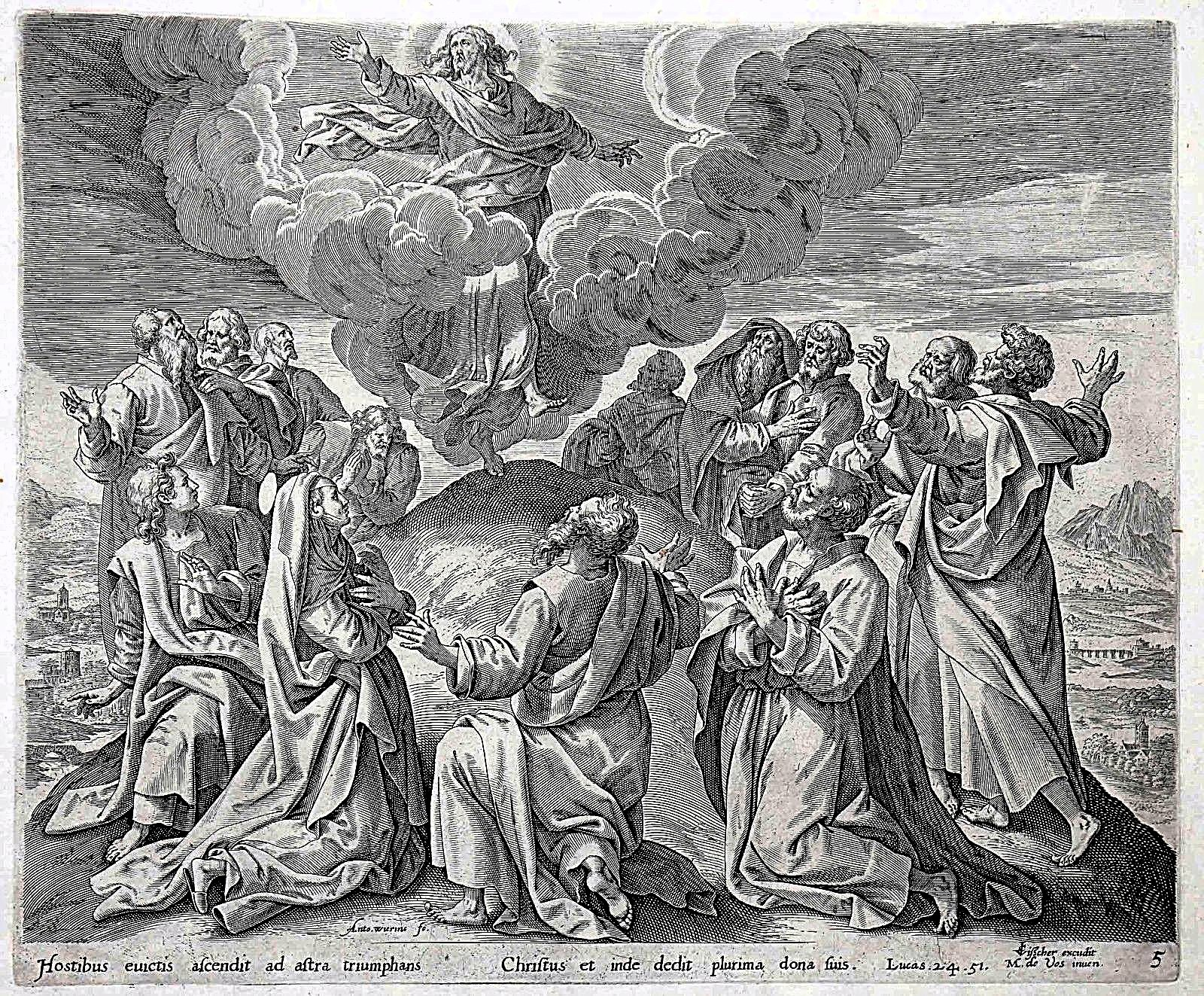
Maerten de Vos, de hemelvaart van Christus, 1585

De oudst bekende viering van Hemelvaartsdag is uit de vierde eeuw, opgetekend door de kerkhistoricus Eusebius. In de loop der tijd kreeg de feestdag steeds meer gewicht, waardoor het een algemene feestdag werd. Hemelvaartsdag valt altijd op een donderdag, negenendertig dagen na Pasen (de veertigste paasdag) en tien dagen vóór Pinksteren. De Paasdatum wordt bepaald aan de hand van de maankalender en valt daardoor, samen met de ervan afgeleide feesten, ieder jaar op een andere dag.
Veel christenen zullen een kerkdienst of mis bezoeken. In de volgende Europese landen is de donderdag van Hemelvaartsdag een officiële feestdag: België, Denemarken, Duitsland, Finland, Frankrijk, IJsland, Liechtenstein, Luxemburg, Monaco, Nederland, Noorwegen, Oostenrijk, Portugal, Zweden en Zwitserland. In Portugal wordt deze dag in de volksmond Quinta-Feira da Ascensão (Hemelvaartsdonderdag) genoemd in plaats van de officiële benaming: A Festa da Ascensão (het feest van de Hemelvaart).
In landen waar de Katholieke Kerk minder invloed had op de kalender met de feestdagen (bijvoorbeeld Hongarije, Italië en Polen), viert men Hemelvaart op de zondag na de Katholieke Hemelvaart. Dat is zeven dagen voor Pinksteren. In de Orthodoxe Kerk wordt Hemelvaartsdag een week later gevierd, dus op de zondag daarna. Binnen de verschillende protestantse kerken wordt Hemelvaartsdag vaak op dezelfde dag als die van de Katholieke Kerk gevierd, maar enkele kerken doen het ook de zondag erna.
De paaskaars blijft gedurende heel de paastijd tot en met het hoogfeest van Pinksteren branden bij elke liturgische viering. Hierdoor wordt sterker de eenheid van heel de paastijd benadrukt. De diepste betekenis van het Hemelvaartsfeest is dezelfde als deze van het verrijzenisfeest. Christus' hemelvaart is geen afscheid: het is het feest van zijn blijvende aanwezigheid als de verheerlijkte Heer.

### Arbeidersfeestdag
Hemelvaartsdag is tevens het feest van de Christelijke Arbeidersbeweging. Men herdenkt dan dat in 1891 de pauselijke encycliek van paus Leo XIII over sociale rechtvaardigheid, Rerum Novarum, werd afgekondigd. Op deze dag werden abdijentochten gelopen.

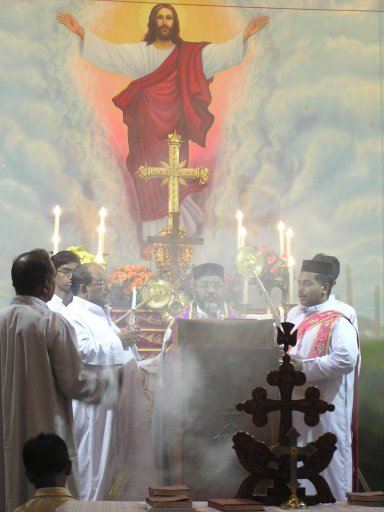
Viering van Hemelvaartsdag in de Syrische Orthodoxe Kerk

## Data
Hemelvaartsdag is 39 dagen na eerste paasdag en 10 dagen voor Pinksteren. De vroegst mogelijke datum is 30 april, de laatst mogelijke is 3 juni.
| jaar    | Vastenavond (dinsdag) | Eerste paasdag (zondag) | Hemelvaartsdag (donderdag) | Eerste pinksterdag (zondag) |
| ------- | --------------------- | ----------------------- | -------------------------- | --------------------------- |
| Vroegst | 3 februari            | 22 maart                | 30 april                   | 10 mei                      |
| Laatst  | 9 maart               | 25 april                | 3 juni                     | 13 juni                     |
| 2015    | 17 februari           | 5 april                 | 14 mei                     | 24 mei                      |
| 2016    | 9 februari            | 27 maart                | 5 mei                      | 15 mei                      |
| 2017    | 28 februari           | 16 april                | 25 mei                     | 4 juni                      |
| 2018    | 13 februari           | 1 april                 | 10 mei                     | 20 mei                      |
| 2019    | 5 maart               | 21 april                | 30 mei                     | 9 juni                      |
| 2020    | 25 februari           | 12 april                | 21 mei                     | 31 mei                      |
| 2021    | 16 februari           | 4 april                 | 13 mei                     | 23 mei                      |
| 2022    | 1 maart               | 17 april                | 26 mei                     | 5 juni                      |
| 2023    | 21 februari           | 9 april                 | 18 mei                     | 28 mei                      |
| 2024    | 13 februari           | 31 maart                | 9 mei                      | 19 mei                      |
| 2025    | 4 maart               | 20 april                | 29 mei                     | 8 juni                      |
| 2026    | 17 februari           | 5 april                 | 14 mei                     | 24 mei                      |
| 2027    | 9 februari            | 28 maart                | 6 mei                      | 16 mei                      |
| 2028    | 29 februari           | 16 april                | 25 mei                     | 4 juni                      |
| 2029    | 13 februari           | 1 april                 | 10 mei                     | 20 mei                      |
| 2030    | 5 maart               | 21 april                | 30 mei                     | 9 juni                      |
| 2031    | 25 februari           | 13 april                | 22 mei                     | 1 juni                      |
| 2032    | 10 februari           | 28 maart                | 6 mei                      | 16 mei                      |
| 2033    | 1 maart               | 17 april                | 26 mei                     | 5 juni                      |
| 2034    | 21 februari           | 9 april                 | 18 mei                     | 28 mei                      |
| 2035    | 6 februari            | 25 maart                | 3 mei                      | 13 mei                      |
| 2036    | 26 februari           | 13 april                | 22 mei                     | 1 juni                      |
| 2037    | 17 februari           | 5 april                 | 14 mei                     | 24 mei                      |
| 2038    | 9 maart               | 25 april                | 3 juni                     | 13 juni                     |
| 2039    | 22 februari           | 10 april                | 19 mei                     | 29 mei                      |
| 2040    | 14 februari           | 1 april                 | 10 mei                     | 20 mei                      |
| 2041    | 5 maart               | 21 april                | 30 mei                     | 9 juni                      |
| 2042    | 18 februari           | 6 april                 | 15 mei                     | 25 mei                      |
| 2043    | 10 februari           | 29 maart                | 7 mei                      | 17 mei                      |
| 2044    | 1 maart               | 17 april                | 26 mei                     | 5 juni                      |
| 2045    | 21 februari           | 9 april                 | 18 mei                     | 28 mei                      |

## Lokale gebruiken

#### Nederland
In Nederland is Hemelvaart een officiële feestdag. Eind 20ste eeuw kreeg deze dag steeds meer een commercieel karakter.
- Dauwtrappen is een traditioneel gebruik dat verbonden is met Hemelvaartsdag. Vermoedelijk stonden vroeger mensen op Hemelvaartsdag al om drie uur 's nachts op om zingend en blootsvoets op het gras te dansen. Daar zou de term "dauwtrappen" vandaan komen.[4] De dauw op het gras zou een zuiverende werking hebben en zou terug te voeren zijn op een heidens gebruik om het meifeest of de heropleving van de natuur te vieren.[5]
- In veel plaatsen worden jaarlijks terugkerende evenementen georganiseerd zoals het Breda Jazz Festival, Dauwpop in Hellendoorn, het Dweilorkestenfestival in Groenlo, het Nederlands jongleerfestival en verschillende boekenmarkten, jaarmarkten en braderieën. In Hoek van Holland wordt het strandseizoen geopend. Er is daar dan een braderie en in strandtenten is live-muziek.
- Sinds 2022 wordt The Passion ook op Hemelvaarstsdag uitgezonden. In dit van tevoren opgenomen vervolg op The Passion op Witte Donderdag wordt het verhaal van Pasen tot Hemelvaart verteld.

#### België
- In Brugge vindt jaarlijks op Hemelvaartsdag de Heilig-Bloedprocessie plaats.
- In Ieper wordt jaarlijks de 100 km van Ieper in het Hemelvaartsweekend gehouden, een drie-daagse wandeltocht.